# Х’ю Карлтон, 1-й віконт Карлтон
Х'ю Карлтон (англ. Hugh Carleton, 11 вересня 1739 — 25 лютого 1826) — І віконт Карлтон, відомий ірландський політик, аристократ, пер Ірландії, юрист, суддя, державний діяч, академік, уповноважений охоронець Великої Державної Печатки Ірландії в 1789 році.

## Життєпис

### Походження та ранні роки

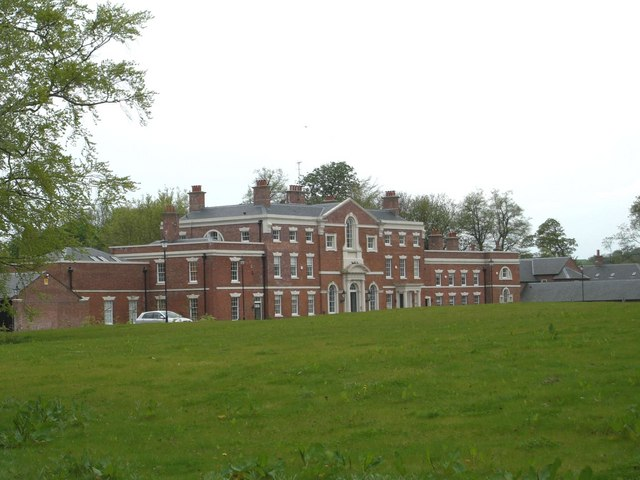
Лоутон-Холл, Чешир, Англія.

Х'ю Карлтон народився в місті Корк. Він був сином Френсіса Карлтона (1713—1791) та його дружини Ребекки Карлтон (уродженої Лоутон) (пом. 1791) — доньки Х'ю Лоутона з Кастл-Джейн і Лейк-Марш, графство Корк, Ірландія. Батько Х'ю Карлтона — Френсіс Карлтон був багатим купцем з родини, яка оселилася в Корку за часів короля Англії, Шотландії та Ірландії Карла I. Френсіс Карлтон також був впливовим місцевим політиком, відомим у народі як «король Корка» за його розкіш і респектабельність. Дід Х'ю Карлтона по материнській лінії — Х'ю Лоутон, був з відомої і впливової родини Лоутон з Лоутон-Холлу, графство Чешир, яка приїхала до Ірландії в 1689 році разом з королем Англії Вільгельмом III Оранським під час так званих «вільямітських» війн між католиками та протестантами. Х'ю Карлтон отримав освіту в коледжі Кілкенні, де подружився з Джоном Скоттом, що заступився за нього та захистив від знущань. На знак подяки батько Х'ю Карлтона став покровителем Джона Скотта, майбутнього графа Клонмелл, і відправив обох хлопців до Дублінського Трініті-коледжу та юридичної школи «Міддл-Темпл» з рівними грошовими коштами. Х'ю вступив до Трініті-коледжу в Дубліні в 1755 році, потім і вступив до «Міддл Темпл» у 1758 році. Він почав працювати адвокатом у 1764 році. У 1768 році він став королівським радником.

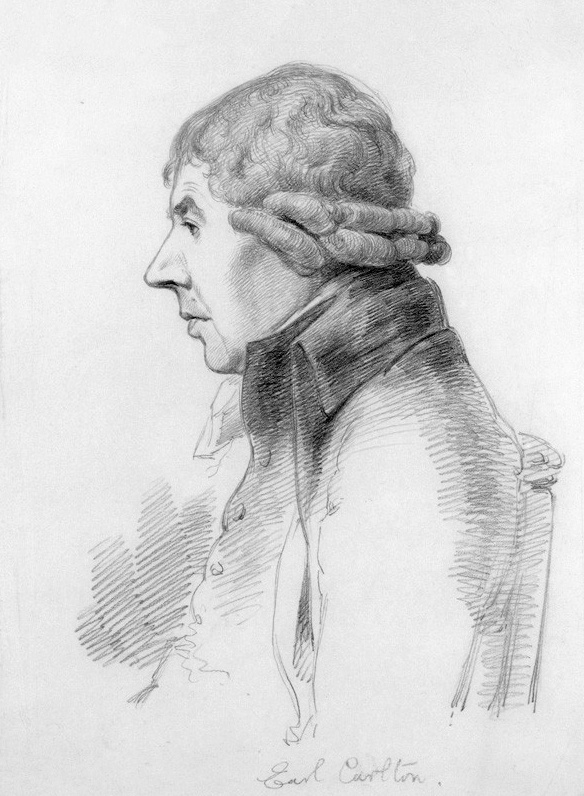
Х'ю Карлтон. Малюнок XVIII ст.

### Політична кар'єра

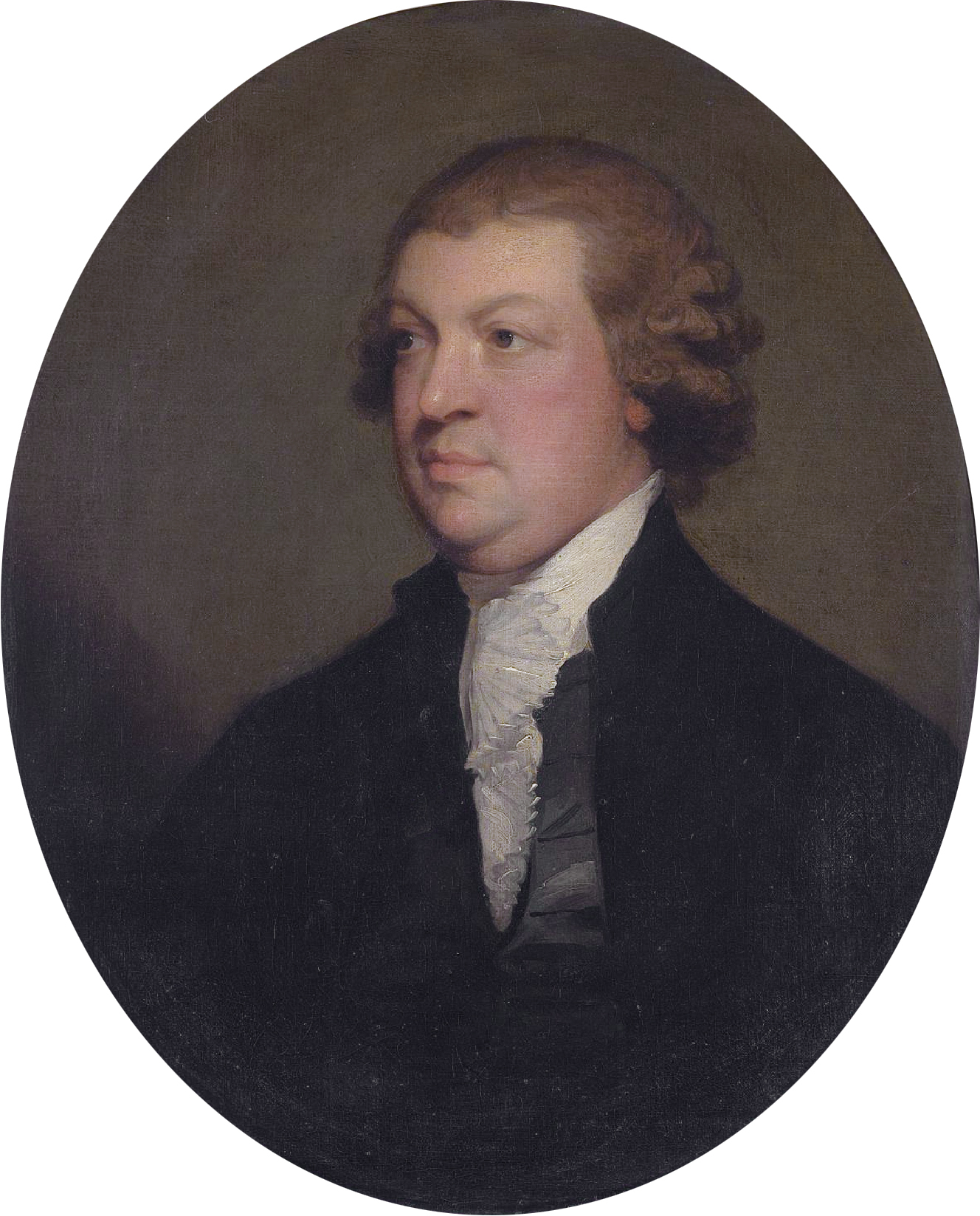
Джон Скотт — І граф Клонмелл.

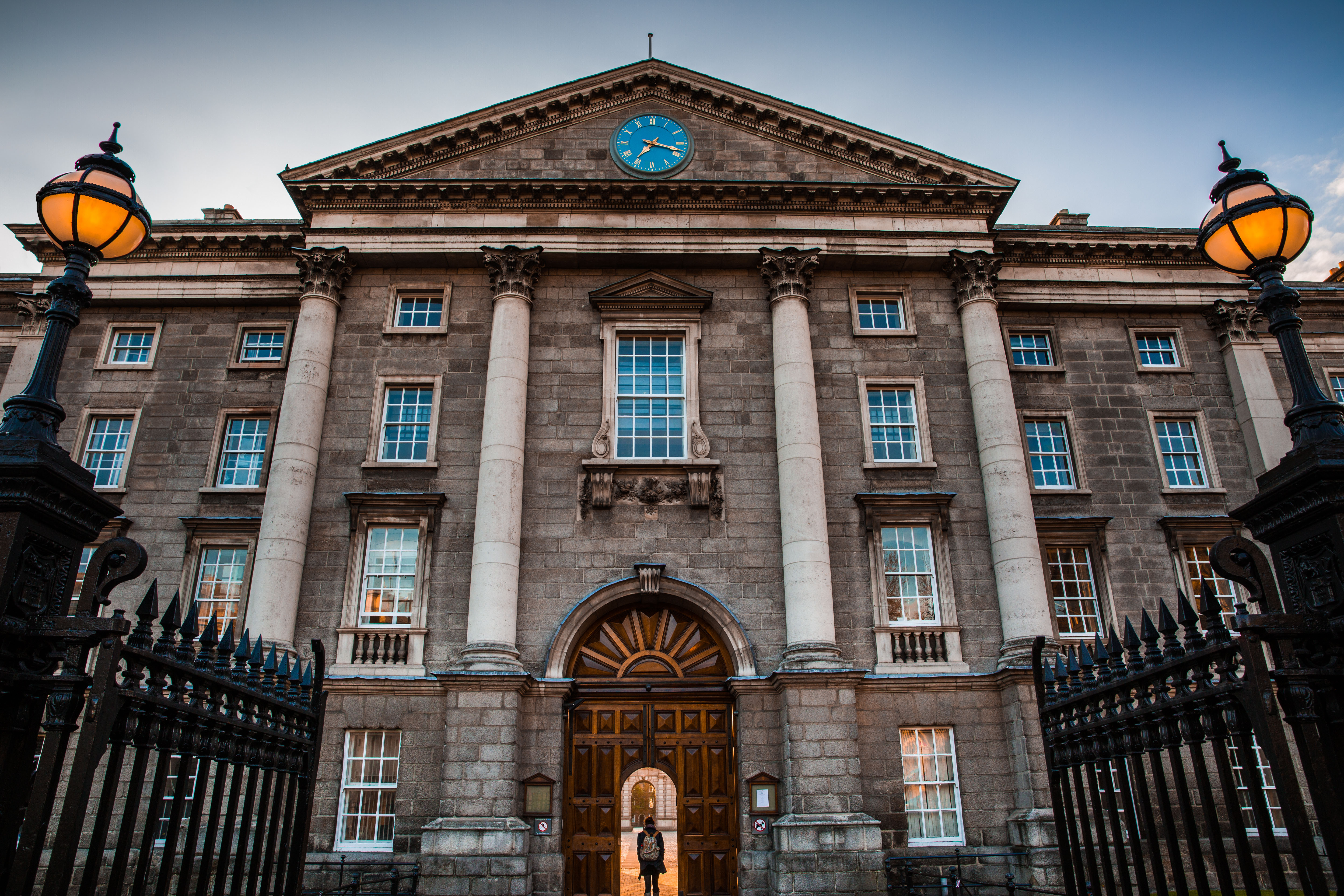
Трініті-коледж, Дублін.

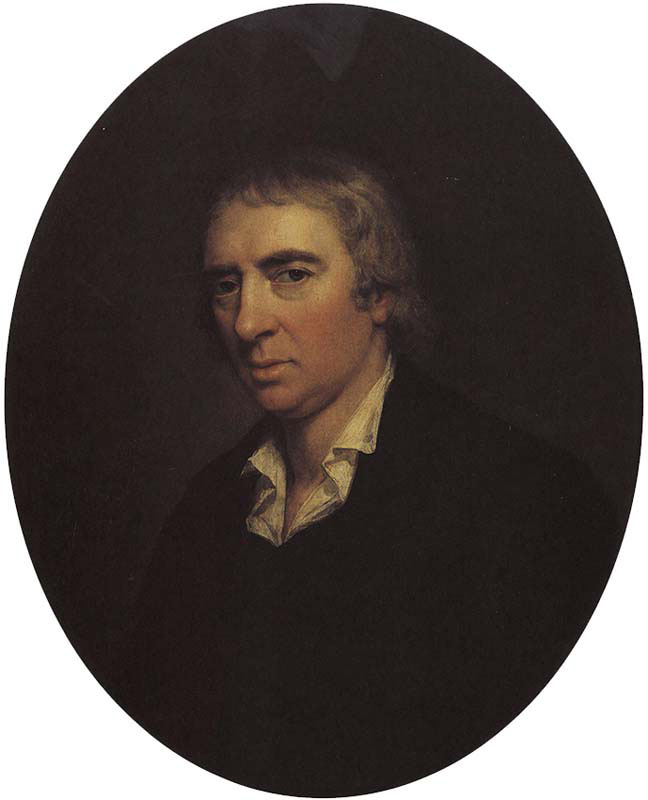
Артур Вольф (1739—1803) — І віконт Кілварден.

Завдяки політичному впливу свого батька, Х'ю Карлтон був обраний депутатом Палати громад парламенту Ірландії — був обраний від Туама в 1772 році, від Філіпстауна в 1776 році та від Нааса в 1783 році. Як політик він не мав успіху: депутати парламенту скаржилися, що його промов вони не чули, хоча це не завадило йому стати дуже успішним адвокатом.

### Юридична кар'єра
Х'ю Карлтон був призначений судовим реєстратором графства Корк в 1769 році, третім сержантом Ірландії у 1776 році та другим сержантом Ірландії у 1777 році. Він став генеральним соліситором (радником уряду з юридичних питань) Ірландії в 1779 році та головним суддею Ірландського загального суду і обіймав цю посаду з 1787 по 1800 рік. У 1787 році він став радником Таємної Ради Ірландії.
У 1788 році його обрали до Королівської академії Ірландії. 17 вересня 1789 року він отримав титул пера Ірландії як барон Карлтон з Аннера, що в графстві Тіпперері, щоб «забезпечити додаткову юридичну експертизу Палати лордів у її нещодавно відновленій якості останнього апеляційного суду в Ірландії» та балансувати проти впливу інших депутатів, які вважалися менш лояльними до британського уряду. 21 листопада 1797 року він отримав титул віконта Карлтон з графства Тіпперері в перстві Ірландії. Він не мав дітей, тому після його смерті в 1826 році обидва титули зникли.
Він брав активну участь у придушенні Ірландського повстання 1798 року, а також очолював судовий процес і засудження братів Шірес — Генрі та Джона, які були страчені за участь у повстанні. Його широко критикували за розгляд справи, оскільки їхній батько призначив його опікуном хлопчиків, і він став об'єктом особливої ненависті для ірландців та таємної організації «Об'єднані ірландці».
Лорда Х'ю Карлтона високо поважали як суддю, але його сумнозвісна іпохондрія зробила його предметом глузувань, оскільки, як і багато інших іпохондриків, він мав відмінне здоров'я. Його рішення піти у відставку за станом здоров'я у віці 60 років було сприйнято глузуванням, що було цілком виправдано, оскільки він прожив ще чверть століття. Його колишній шкільний друг Джон Скотт — лорд Клонмелл, щоденник якого сповнений жорстоких нападок на його колег, описує Карлтона як «нікчемного негідника, хоча я його творець». Але ніхто більше, здається, не поділяв цю думку. Його поведінка в суді була особливо похмурою: Джон Філпот Керран пожартував, що в кожній справі, яку він чув, Х'ю Карлтон був позивачем і тільки обвинувачув. Його портрет підтверджує, що він був людиною понурого вигляду.

### Особисте життя
Х'ю Карлтон вперше одружився 2 серпня 1766 року з Елізабет Мерсер з Дубліна — з донькою Річарда Мерсера та його дружини Елізабет Годбі. Елізабет померла в 1794 році. Наступного року він одружився вдруге з Мері Баклі Метью з Дорсета — з донькою Абеднего Метью та його дружини Дженнетт Баклі, Сент-Кітс. Обидва батьки його дружини були багатими рабовласниками на острові Сент-Кітс. Мері померла в 1810 році. Він не мав дітей від обох шлюбів. Його глибоко вразило вбивство його колеги Артура Вольфа, І віконта Кілвардена, під час ірландського повстання 1803 року, особливо тому, що ходили чутки, що лорда Кілвардена вбили помилково. Дехто вважав Х'ю Карлтона справжньою мішенню в якості помсти за його засудження братів Шірес у 1798 році. Ці чутки майже напевно були неправдивими, оскільки очевидці вбивства погоджувалися, що лорд Кілварден був убитий лише після того, як назвав своє ім'я та посаду, і був у великому страху за своє життя під час повстання.
Х'ю Карлтон жив у маєтку Віллоу-Парк, маєтку Батерстаун та низці свої таунхаусів у Дубліні. Останні роки він жив у Лондоні і помер на Ганновер-сквер. Його колекція памфлетів, що складається з 158 переплетених томів, була придбана бібліотекою юридичної школи «Лінкольн-Інн» у 1842 році.